# Ion Besoiu
Ion Besoiu (Nagyszeben, 1931. március 11. – Bukarest, 2017. január 18.) román színész.

## Filmjei
- Vultur 101 (1957)
- Orkán (Furtuna) (1960)
- Hazatérés (Setea) (1960)
- Tudor (1962)
- Partea ta de vină (1963)
- Cartierul veseliei (1964)
- Camera albă (1965)
- Calea Victoriei sau cheia visurilor (1965)
- Vérrel megpecsételve (1965)
- Dákok (Dacii) (1966)
- Sakk-matt (Șah la rege) (1966)
- Felkelés (Răscoala) (1966)
- Betyárok (Haiducii) (1966)
- Fantomele se grăbesc (1966)
- Răpirea fecioarelor (1968)
- Az elitéltek kastélya (Castelul condamnaților) (1969)
- Asediul (1970)
- Fivérek (Frații) (1970)
- Printre colinele verzi (1971)
- Puterea și adevărul (1971)
- Vitéz Mihály (Mihai Viteazul) (1971)
- Brigada Diverse în alertă! (1971)
- Ipu halála (Atunci i-am condamnat pe toți la moarte) (1972)
- Bariera (1972)
- Ion kapitány nyila (Săgeata căpitanului Ion) (1972)
- Ciprian Porumbescu (1973)
- Az utolsó töltény (Ultimul cartuș) (1973)
- Vifornița (1973)
- Cantemir (1973)
- Păcală (1974)
- Vádol a felügyelő (Un comisar acuză) (1974)
- Halhatatlnaok (Nemuritorii) (1974)
- A különös ügynök (Agentul straniu) (1974)
- A színész és a vadak (Actorul și sălbaticii) (1975)
- Román Muskétás (Mușchetarul român) (1975)
- Lövések holdfénynél (Împușcături sub clar de lună) (1977)
- Toate pînzele sus (1977, tv-sorozat, 12 epizód)
- Cián és esőcseppek (Cianură și picatură de ploaie) (1978)
- Tévúton (Rătăcire) (1978)
- Revanșa (1978)
- A doktor (Doctorul Poenaru) (1978)
- Az éneklő kutya (Mihail, cîine de circ) (1979)
- Bietul Ioanide (1979)
- Ion: Blestemul pămîntului, blestemul iubirii (1979)
- Ultima noapte de dragoste (1980)
- A csontok útja (Drumul oaselor) (1980)
- La răscrucea marilor furtuni (1980)
- Convoiul (1981)
- Un echipaj pentru Singapore (1981)
- Csapda a zsoldosoknak (Capcana mercenarilor) (1981)
- Duelul (1981)
- Lumini și umbre: Partea I (1981)
- Șantaj (1981)
- Lumini și umbre: Partea II (1982)
- Mult mai de preț e iubirea (1982)
- Bolond erdő (Pădurea nebună) (1982)
- Viraj periculos (1983)
- A sárga rózsa visszatér (Misterele Bucureștilor) (1983)
- Căruța cu mere (1983)
- Fructe de pădure (1983)
- Horea (1984)
- Noi, cei din linia întîi (1985)
- Racolarea (1985)
- Sper să ne mai vedem (1985)
- Ziua Z (1985)
- Az ezüstálarcos (Masca de argint) (1985)
- A türkiz nyakék (Colierul de turcoaze) (1986)
- Secretul lui Nemesis (1987)
- Totul se plătește (1987)
- François Villon – Poetul vagabond (1987)
- Iacob (1988)
- Liliacul înflorește a doua oară (1988)
- Im Süden meiner Seele (1989)
- Kilometrul 36 (1989)
- Mircea (1989)
- Subspecies (1991)
- Polul Sud (1993)
- Oglinda (1994)
- Șoapte de amor (1994)
- Tancul (2003)
- Lombarzilor 8 (2006)
- Cu un pas înainte (2007)
- Cendres at sang (2009)
- Francesca (2009)
- Loverboy (2011)
- Despre oameni și melci (2012)
- București NonStop (2013)
- Poarta Albă (2014)
- Omega Rose (2016)